# Polski Związek Zapaśniczy
Polski Związek Zapaśniczy (PZZ) – polski związek sportowy (o celach nie zarobkowych), powstały w roku 1957 z przekształcenia Polskiego Związku Atletycznego. Związek jest jedynym reprezentantem sportu zapaśniczego w kraju i za granicą w zakresie przewidzianym ustawą o kulturze fizycznej i ustawą o sporcie kwalifikowanym).
Związek jest zrzeszony w Międzynarodowej Federacji Zapaśniczej. 
W listopadzie 2016 na kadencję 2016–2020 prezesem Polskiego Związku Zapaśniczego został wybrany Grzegorz Brudziński. Został jednak odwołany 14 maja 2017. Nowym prezesem został Andrzej Supron, wybrany 24 czerwca 2017.

## Prezesi PZA i PZZ
- Władysław Pytlasiński – honorowy prezes Polskiego Związku Atletycznego (1922–1925)
- dr Mieczysław Orłowicz – prezes PZA (1925–1930)
- dr Adam Kocur – prezes PZA (1930–1946)
- Eugeniusz Chotomski – prezes PZA (1946–1948)
- Wacław Ziółkowski – prezes PZA (1948–1951)
- Czesław Borejsza – przewodniczący Sekcji Atletyki GKKFiT (1951–1955)
- Wacław Ziółkowski – przewodniczący Sekcji Zapasów i Walki Wolnej GKKFiT (1955–1957)
- Stefan Szajewski – prezes PZZ (1957–1961)
- Henryk Jędrzejewski – prezes PZZ (1961–1964)
- Stanisław Lis – prezes PZZ (1964–1965)
- Roman Polakiewicz – prezes PZZ (1965–1966)
- Ryszard Marczewski – prezes PZZ (1966–1969)
- Józef Kacperczyk – prezes PZZ (1969–1976)
- Kazimierz Remiszewski – prezes PZZ (1976–1980)
- Stanisław Lis – prezes PZZ (1980–1991)
- Zbigniew Ratajczak – prezes PZZ (1991–2000)
- Stanisław Szponar – prezes PZZ (2000–2005)
- Krzysztof Grabczuk – prezes PZZ (2005–2008)
- Krzysztof Kłosek – prezes PZZ (2008–2012)
- Grzegorz Pieronkiewicz – prezes PZZ (2012–2016)
- Grzegorz Brudziński – prezes PZZ (2016–2017)
- Andrzej Supron – prezes PZZ (2017-2025)
- Karol Łebkowski – prezes PZZ (od 2025)

## Okręgowe Związki Zapaśnicze
- Dolnośląski Związek Zapaśniczy
- Kujawsko-Pomorski Związek Zapaśniczy
- Lubelski Związek Zapaśniczy
- Lubuski Okręgowy Związek Zapaśniczy
- Łódzki Związek Zapaśniczy
- Małopolski Okręgowy Związek Zapaśniczy
- Warszawsko-Mazowiecki Związek Zapaśniczy
- Opolski Związek Zapaśniczy
- Podkarpacki Okręgowy Związek Zapaśniczy
- Podlaski Związek Zapaśniczy
- Pomorski Okręgowy Związek Zapaśniczy
- Śląski Związek Zapaśniczy
- Świętokrzyski Okręgowy Związek Zapaśniczy
- Warmińsko-Mazurski Związek Zapaśniczy
- Wielkopolski Związek Zapaśniczy
- Zachodnio-Pomorski Związek Zapaśniczy